# Champollion (månekrater)
Champollion er et nedslagskrater på Månen. Det befinder sig på Månens bagside og er opkaldt efter den franske ægyptolog Jean F. Champollion (1790 – 1832).
Navnet blev officielt tildelt af den Internationale Astronomiske Union (IAU) i 1970.

## Omgivelser
Champollionkrateret ligger nord-nordøst for det større Shaynkrater og syd-sydøst for Chandlerkrateret.

## Karakteristika
Krateret er stærkt beskadiget af senere nedslag og er nu en nedbrudt forsænkning i overfladen. Et unavngivet krater ligger over den østlige rand, og mindre nedslag har lavet indskæringer i store dele af den tilbageværende indre vægs omkreds. En af disse danner en gravsænkning i den nordlige væg, hvis sidevægge næsten når til kraterets midte.

## Satellitkratere
De kratere, som kaldes satellitter, er små kratere beliggende i eller nær hovedkrateret. Deres dannelse er sædvanligvis sket uafhængigt af dette, men de får samme navn som hovedkrateret med tilføjelse af et stort bogstav. På kort over Månen er det en konvention at identificere dem ved at placere dette bogstav på den side af satellitkraterets midte, som ligger nærmest hovedkrateret. Champollionkrateret har følgende satellitkratere:
| Champollion | Længde  | Bredde   | Diameter |
| ----------- | ------- | -------- | -------- |
| A           | 41,1° N | 177,1° Ø | 27 km    |
| F           | 37,3° N | 177,8° Ø | 21 km    |
| K           | 36,5° N | 176,4° Ø | 22 km    |
| Y           | 40,8° N | 174,7° Ø | 22 km    |